# Bagapan
 (mars 2023).
Si vous disposez d'ouvrages ou d'articles de référence ou si vous connaissez des sites web de qualité traitant du thème abordé ici, merci de compléter l'article en donnant les références utiles à sa vérifiabilité et en les liant à la section « Notes et références ».

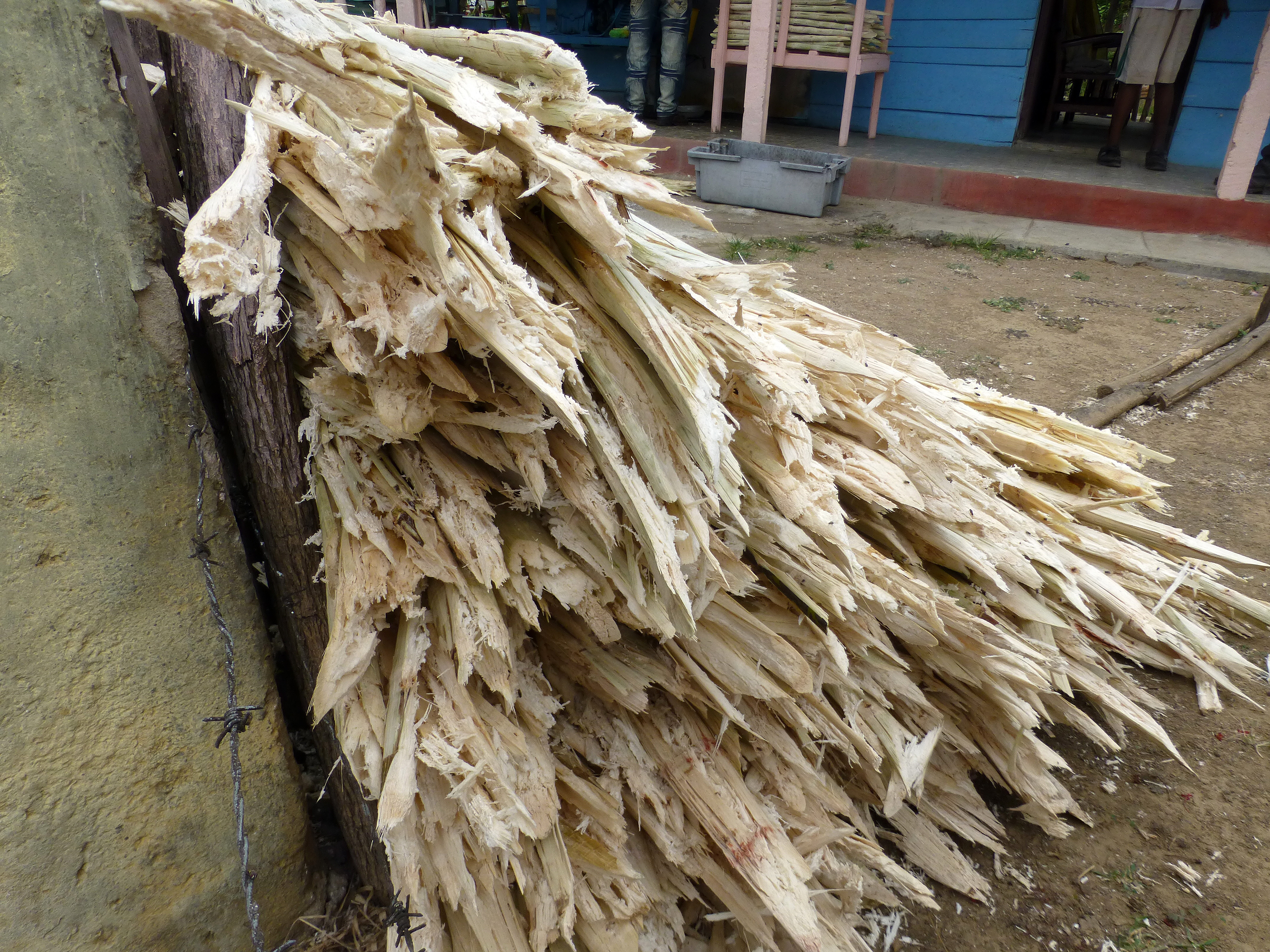
De la bagasse avant préparation.

À La Réunion, département d'outre-mer français dans l'océan Indien, le bagapan est un matériau de construction aggloméré fabriqué à partir de la bagasse, le résidu de l'extraction du sucre à partir de la canne. Il est généralement commercialisé sous la forme de panneaux ligneux qui peuvent servir tels quels pour l'ameublement, notamment pour les placards.